# Tron: The Ghost in the Machine
Tron: The Ghost in the Machine fue una serie de seis números del cómic limitada producido por Slave Labor Graphics. Se continuó con la línea argumental de la película Tron y el videojuego Tron 2.0.